# Themira ringdahli
Themira ringdahli är en tvåvingeart som beskrevs av Adrian C. Pont 2002. Themira ringdahli ingår i släktet Themira och familjen svängflugor.
Artens utbredningsområde är Sverige. Arten är reproducerande i Sverige. Inga underarter finns listade i Catalogue of Life.